# Ternye
Ternye (szlovákul: Terňa) község Szlovákiában, az Eperjesi kerület Eperjesi járásában. Balpataka és Radoskő tartozik hozzá.

## Fekvése
Eperjestől 15 km-re északra fekszik.

## Története
A régészeti leletek tanúsága szerint területén már az újkőkorban is éltek emberek, a bükki kultúra népe élt ezen a vidéken, amely később a hallstatt korban is lakott volt. A hallstatt kori település maradványait a Lysa Stráža dűlőben 1954-ben tárták fel. A Hrádok nevű magaslaton középkori földvárat feltételeznek a régészek. Az innen előkerült cserépmaradványok a 10.-12. századi időszakra utalnak.
A mai falut először IV. Béla király 1259-ben kelt adománylevele említi „Therne” alakban, melyben a sárosi királyi uradalomhoz tartozó falut a tatárok elleni harcokban tett szolgálataiért Adam lengyel lovagnak adja. Ezt az oklevelet több történész hamisítványnak tartja, mely az utódoknak csak a tulajdonjog és a kiváltságok igazolására szolgált. 1310-ben a jászói konvent oklevele megerősíti, hogy „Tyrna” a Tekul nemzetség birtoka. Az oklevél szerint a falut patak osztotta két birtokrészre. 1312-ben „Thermia” néven találjuk. Az 1332 és 1337 között kelt pápai tizedjegyzék már említi a falu gótikus templomát és Kozma nevű papját is. A 14. század első felében új településrész bukkan fel a forrásokban, Kisternye néven. Ezt 1353-ban „Kysternye”-ként említik. 1427-ben „Therne”, „Alsoterne”, „Felsoterne” alakban említik a korabeli források. Ekkor a falunak 29 portája volt, ezen belül Alsóternye 13, Felsőternye 8, Ternye 8 portával rendelkezett. Részben a Ternyei család, részben tarcai nemesek birtokolták. A 15. század közepétől a Kálnássy és a Gombos család tulajdonában áll. A 15. század közepén 4 nemesi kúria, templom és plébánia található a településen. 1600-ban 10 háza mellett kúriák, templom és plébánia állt a faluban. Lakói többségben zsellérek voltak, akik mezőgazdasággal, gyümölcstermesztéssel foglalkoztak. 1787-ben 63 házában 513 lakos élt.

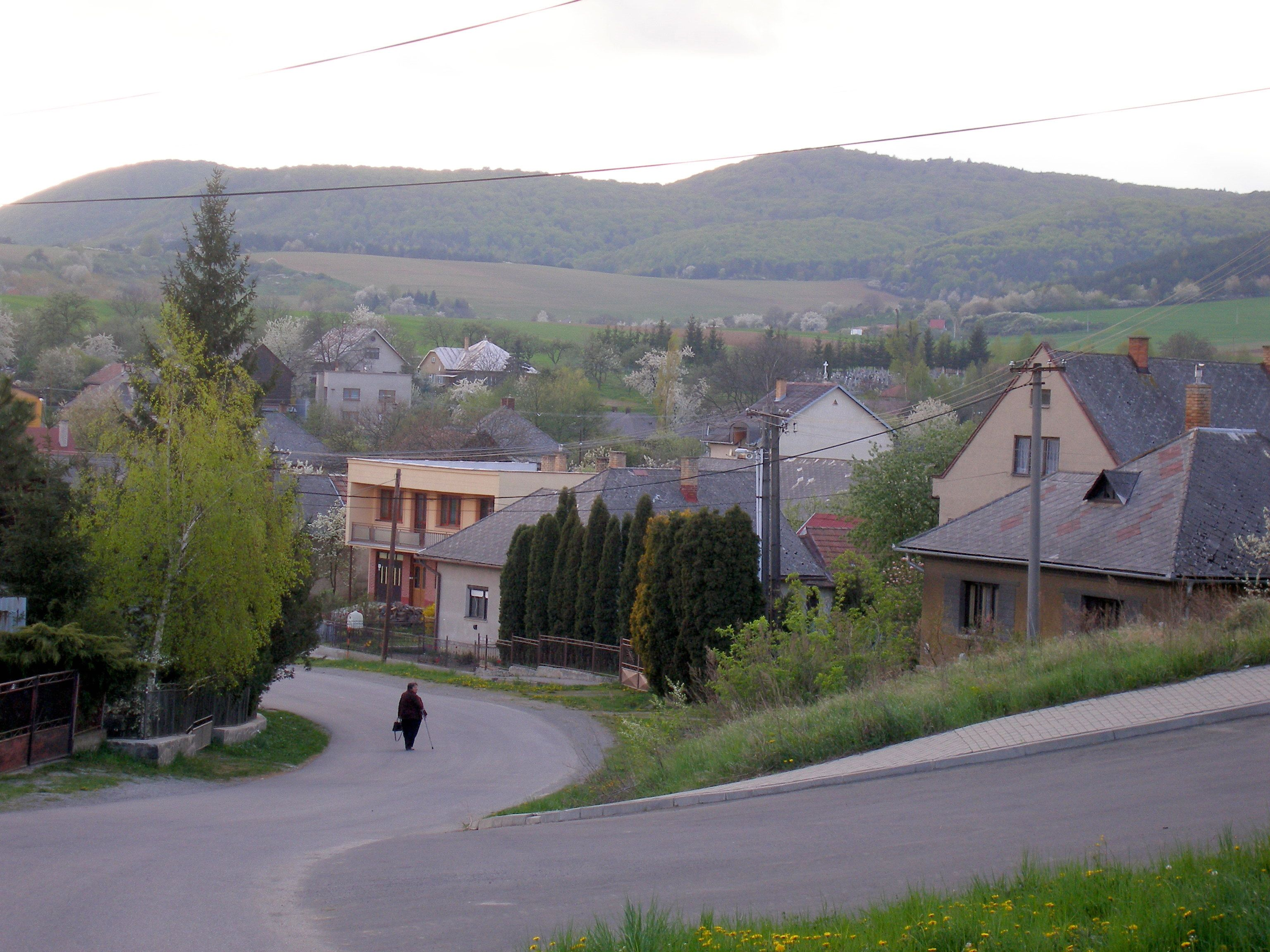
Ternye

A 18. század végén Vályi András így ír róla: „TERNYE. Tót falu Sáros Várm. földes Ura B. Splényi Uraság, a’ kinek kastéllyával ékesíttetik, lakosai katolikusok, fekszik Eperjeshez 1 mértföldnyire; határja jó, réttye kétszer kaszáltatik, legelője hasznos, fája van, piatza közel.”
A 19. században a Bornemissza család birtokolta. 1828-ban 101 háza és 767 lakosa volt. A 19. században területén kőbánya működött.
Fényes Elek 1851-ben kiadott geográfiai szótárában így ír a faluról: „Ternye, tót falu, Sáros vgyében, Bártfához délre 2 mfd., az eperjesi postautban: 638 kath., 40 zsidó lak. Kat. paroch. templom. Savanyúviz-forrás. Postahivatal és váltás Bártfa és Eperjes közt. Több nemesudvar. Földje sok és jó; juhtenyésztése nevezetes. F. u. gr. Dessewffy, Schuller, Bencsik, Bornemisza.”
1850 és 1880 között sok lakója kivándorolt. 1920 előtt Sáros vármegye Kisszebeni járásához tartozott.
A háború után lakói a mezőgazdaságban dolgoztak, emellett erdei- és kőműves munkákkal foglalkoztak.

## Népessége
| Év:            | 1994. | 2004.   | 2014.    | 2024.   |
| -------------- | ----- | ------- | -------- | ------- |
| Emberek száma: | 983   | 1075    | 1234     | 1340    |
| Eltérés:       |       | +9,35 % | +14,79 % | +8,58 % |

| Év:            | 2023. | 2024.   |
| -------------- | ----- | ------- |
| Emberek száma: | 1335  | 1340    |
| Eltérés:       |       | +0,37 % |

1910-ben 453, többségben szlovák lakosa volt, jelentős cigány kisebbséggel.
2001-ben 1036 lakosából 944 szlovák és 88 cigány volt.
2011-ben 1149 lakosából 1126 szlovák.

## Nevezetességei
- Alexandriai Szent Katalin tiszteletére szentelt római katolikus temploma a 14. században már állt, eredetileg gótikus volt. Később reneszánsz stílusban építették át, majd 1736-ban megújították és bővítették.
- Kastélya a 17. század elején épült, eredetileg reneszánsz stílusú volt, a 18. század második felében azonban rokokó stílusban építették át.
- Klasszicista kúriája a 19. század első felében készült.

## Lásd még
- Balpataka
- Radoskő